# Step Up 3D
Step Up 3D è un film del 2010 diretto da Jon Chu, seguito in 3D di Step Up (2006) e Step Up 2 - La strada per il successo (2008).
Il 27 luglio 2012 è uscito il quarto film della serie intitolato Step Up 4 Revolution e nell'estate del 2014 è uscito Step Up All In.

## Trama
Camille e Muso, due amici d'infanzia, vanno a New York a studiare ingegneria. Appena arrivati Muso vede Luke, un ragazzo con un paio di Nike introvabili. Decide così di seguirlo, imbattendosi in una "dance battle" per strada, dove si batte contro un ragazzo che fa parte della banda dei Samurai, vincendo nello stupore generale: i Samurai infatti sono i migliori in città. Luke lo vede e lo invita a far parte della sua crew, i Pirati, e lo porta nel loro covo: una casa-palestra dove il gruppo si allena e vive assieme.
Muso, attratto da questa vita, frequenta raramente le lezioni di ingegneria, dedicandosi più al ballo e trascurando anche Camille.
Una sera Luke vede nel suo locale una ballerina di talento, Natalie, e la chiama a far parte della sua squadra. Lei accetta e tutti insieme si mettono al lavoro per la World Jam, una sfida all'ultimo sangue con premio di 100 000 dollari, di cui hanno bisogno per pagare l'ipoteca sulla loro casa. In breve Luke si innamora di Natalie, ma scopre che è la sorella del suo nemico Julian, il capo dei Samurai, e che lei è entrata nella squadra solo per spiarli. In più il loro covo viene anche requisito dalla banca, così i Pirati ormai stufi di tutto si sciolgono. Natalie, però, si è innamorata di Luke e fa di tutto per farsi perdonare per quello che ha fatto.  Muso riesce a riunirli, perché non si era mai arreso, e a trovare un posto dove ballare e in più, visto l'esiguo numero dei Pirati, chiama anche la sua vecchia crew e Camille. Alla fine vincono la World Jam, Luke e Natalie, amandosi, partono insieme alla volta di Los Angeles ma anche Camille e Muso si mettono insieme.

## Colonna sonora
1. Flo Rida (Feat. David Guetta) – Club Can't Handle Me
2. Roscoe Dash & T Pain (Feat. Fabo) – My Own Step
3. Sofia Fresh (Feat. T-Pain) – This Instant
4. Trey Songz – Already Taken
5. Laza – This Girl
6. Chromeo – Fancy Footwork
7. MadCon – Beggin
8. Jesse McCartney – Up
9. Jazmine Sullivan – Bust Your Windows
10. Estelle – I Can Be A Freak
11. NASA – Whatchadoin
12. Busta Rhymes – Tear Da Roof Off
13. Mims – Move If You Wanna
14. Get Cool – Shawty Got Moves
15. Wisin y Yandel – Irresistible
16. Get Cool (Feat. Petey Pablo) – Let Me C It
17. J Randall – Spirit of the Radio
18. Erica DeLuna – Work The Middle
19. Alicia Keys (Feat. Jay-Z) - Empire State of Mind
20. Rye Rye (Feat. M.I.A.) - Bang

## Distribuzione
È stato presentato in anteprima il 2 agosto 2010 all'El Capitan Theatre di Hollywood ed è uscito nelle sale cinematografiche mondiali il 6 agosto 2010. In Italia è stato distribuito da Eagle Pictures a partire dall'8 ottobre 2010.